# Build Back Better World

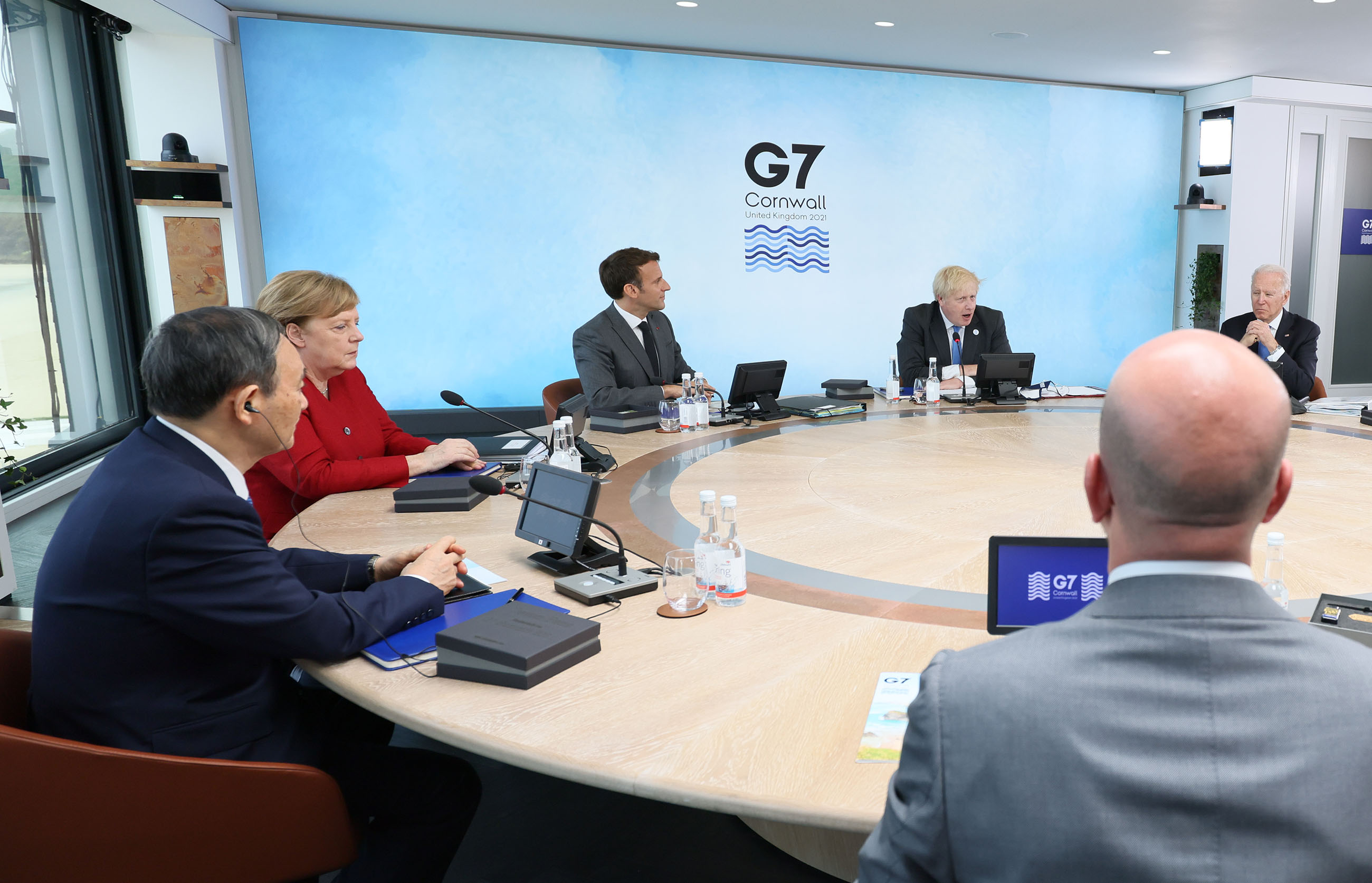
Teilnehmer des G7-Gipfels in Carbis Bay, England

Build Back Better World (kurz B3W, zu deutsch: „eine bessere Welt wiederaufbauen“) ist eine globale Infrastruktur-Initiative für Länder mit geringem und mittlerem Einkommen (Low- and Middle-Income Countries). Am 12. Juni 2021 wurde das Projekt auf dem G7-Gipfel in Carbis Bay auf Initiative von US-Präsident Joe Biden beschlossen. Ziel sei es, die durch die COVID-19-Pandemie vergrößerte Investitionslücke von 40 Billionen US-Dollar in den Entwicklungsländern bis 2035 zu verkleinern und ärmeren Ländern „transparente hochwertige Partnerschaften“ anzubieten. Durch das B3W-Projekt soll Privatsektorkapital in den Bereichen Klima, Gesundheits(-sicherheit), Digitaltechnik sowie Gleichberechtigung und Gleichstellung der Geschlechter mobilisiert werden.
Hintergrund sei der strategische Wettbewerb mit China. Das Projekt solle Chinas wachsenden Einfluss kontern und eine Alternative zu Chinas Neuer Seidenstraße werden. Ein US-Beamter bezeichnete dieses Projekt als eine positive alternative Vision, die „unsere Werte, unsere Standards und unseren Weg zeigt, Geschäfte zu machen“. Die deutsche Politikerin Angela Merkel betonte, dass das Projekt „nicht gegen etwas, sondern für etwas“, nämlich den Ausbau der Infrastruktur vor allem in Afrika sei. Auch die süd- bzw. südostasiatischen Länder Bangladesch, Indonesien und Thailand hießen das B3W-Projekt willkommen. Jedoch sei unklar, wie der Plan umgesetzt und wie viel Kapital letztendlich zugewiesen wird. Laut dem Informationsblatt des Weißen Hauses solle die Umsetzung „auf transparente und nachhaltige Weise – finanziell, umweltfreundlich und sozial – erfolgen“.
Finanziert solle das Projekt von der U.S. International Development Finance Corporation, der United States Agency for International Development (USAID), der Export-Import Bank of the United States (EXIM), der Millennium Challenge Corporation, der United States Trade and Development Agency und dem Transaction Advisory Fund zusammen mit dem US-Privatsektor, anderen US-Stakeholdern und den G7-Partnern, unter anderem die deutsche Kreditanstalt für Wiederaufbau. Laut einem Vorbereitungspapier für den G7-Gipfel seien jährlich 1,5 bis 2,7 Billionen US-Dollar an zusätzlichem Geld notwendig, damit die Entwicklungs- und Schwellenländer die nachhaltigen Entwicklungsziele der Vereinten Nationen erreichen.
Konkrete Projekte sollen im Jahr 2022 von der G7-Task-Force für Infrastrukturprojekte in Entwicklungsländern vorgeschlagen werden. Angela Merkel hofft, dass „[…] beim nächsten G7-Gipfel solche Projekte […]“ vorgestellt werden können.